# تنفيذ لغات البرمجة
تنفيذ لغات البرمجة هو نظام لتشغيل البرامج المكتوبة بلغات البرمجة.
توجد طريقتان رئيستان لتنفيذ لغات البرمجة، وهما:
- التفسير: المفسر يأخذ برنامَجًا مكتوبًا بلغة معينة فيُنفّذ الأوامر المكتوبة على جهاز معين.
- الترجَمة: المترجم يأخذ برنامَجًا مكتوبًا بلغة معينة فيُترجمه إلى لغة أخرى فتكون مخرجاته مُدخلاتٍ لمترجم أو مفسر آخر.

يلاحظ أن المترجم لا يُنفّذ البرنامَج فورًا.
لتنفيذ برنامَج ما على طريقة الترجَمة لابد أن يُترجم البرنامَج إلى مُدخل لمفسر يُنفّذه فعلًا.